# Hellig Usvart
Albums de Horde (musique)
Alive in Oslo
(2007)
Hellig Usvart est le seul album studio du groupe de Horde. Il est considéré comme étant le premier album de unblack metal et a engendré de nombreuses polémiques dans le milieu du black metal, qui s'était plutôt développé autour de l'anti-christianisme.
En 1994, le musicien australien Jayson Sherlock enregistre l'album seul sous le pseudonyme « Anonymous » puis signe chez Nuclear Blast Records qui distribue l'album la même année. La majorité des morceaux de l'album étant enregistrée en norvégien. 
Pour la sortie initiale de Hellig Usvart, une campagne publicitaire est lancée dans le milieu black metal. Une vague déferle dans la communauté black metal, due aux techniques peu communes de vente impliquées dans la promotion de cet album. Des menaces de mort sont adressées à Mark Staiger de Nuclear Blast pour qu'il révèle l'identité des musiciens anonymes qui ont enregistré l'album, sans succès. 

## Liste des chansons
Toutes les chansons sont écrites et composées par Jayson Sherlock.
| Hellig Usvart | Hellig Usvart                                             | Hellig Usvart | Hellig Usvart | Hellig Usvart | Hellig Usvart | Hellig Usvart | Hellig Usvart | Hellig Usvart | Hellig Usvart |
| No            | Titre                                                     | Durée         |               |               |               |               |               |               |               |
| ------------- | --------------------------------------------------------- | ------------- | ------------- | ------------- | ------------- | ------------- | ------------- | ------------- | ------------- |
| 1.            | A Church Bell Tolls Amidst the Frozen Nordic Winds        | 1:02          |               |               |               |               |               |               |               |
| 2.            | Blasphemous Abomination of the Satanic Pentagram          | 0:47          |               |               |               |               |               |               |               |
| 3.            | Behold, the Rising of the Scarlet Moon                    | 3:22          |               |               |               |               |               |               |               |
| 4.            | Thine Hour Hast Come                                      | 4:05          |               |               |               |               |               |               |               |
| 5.            | Release and Clothe the Virgin Sacrifice                   | 5:37          |               |               |               |               |               |               |               |
| 6.            | Drink From the Chalice of Blood                           | 3:59          |               |               |               |               |               |               |               |
| 7.            | Silence the Blasphemous Chanting                          | 5:37          |               |               |               |               |               |               |               |
| 8.            | Invert the Inverted Cross                                 | 3:10          |               |               |               |               |               |               |               |
| 9.            | An Abandoned Grave Bathes Softly in the Falling Moonlight | 5:09          |               |               |               |               |               |               |               |
| 10.           | Crush the Bloodied Horns of the Goat                      | 2:24          |               |               |               |               |               |               |               |
| 11.           | Weak, Feeble, and Dying Anti-Christ                       | 3:32          |               |               |               |               |               |               |               |
| 12.           | The Day of Total Armageddon Holocaust                     | 1:43          |               |               |               |               |               |               |               |
| 13.           | My Heart Doth Beseech Thee (O Master) (Bonus track)       | 2:56          |               |               |               |               |               |               |               |
| 40:40         |                                                           |               |               |               |               |               |               |               |               |